# Erateina prodiga
Erateina prodiga är en fjärilsart som beskrevs av Louis Beethoven Prout 1923. Erateina prodiga ingår i släktet Erateina och familjen mätare. Inga underarter finns listade i Catalogue of Life.